# 敖优廷郭勒

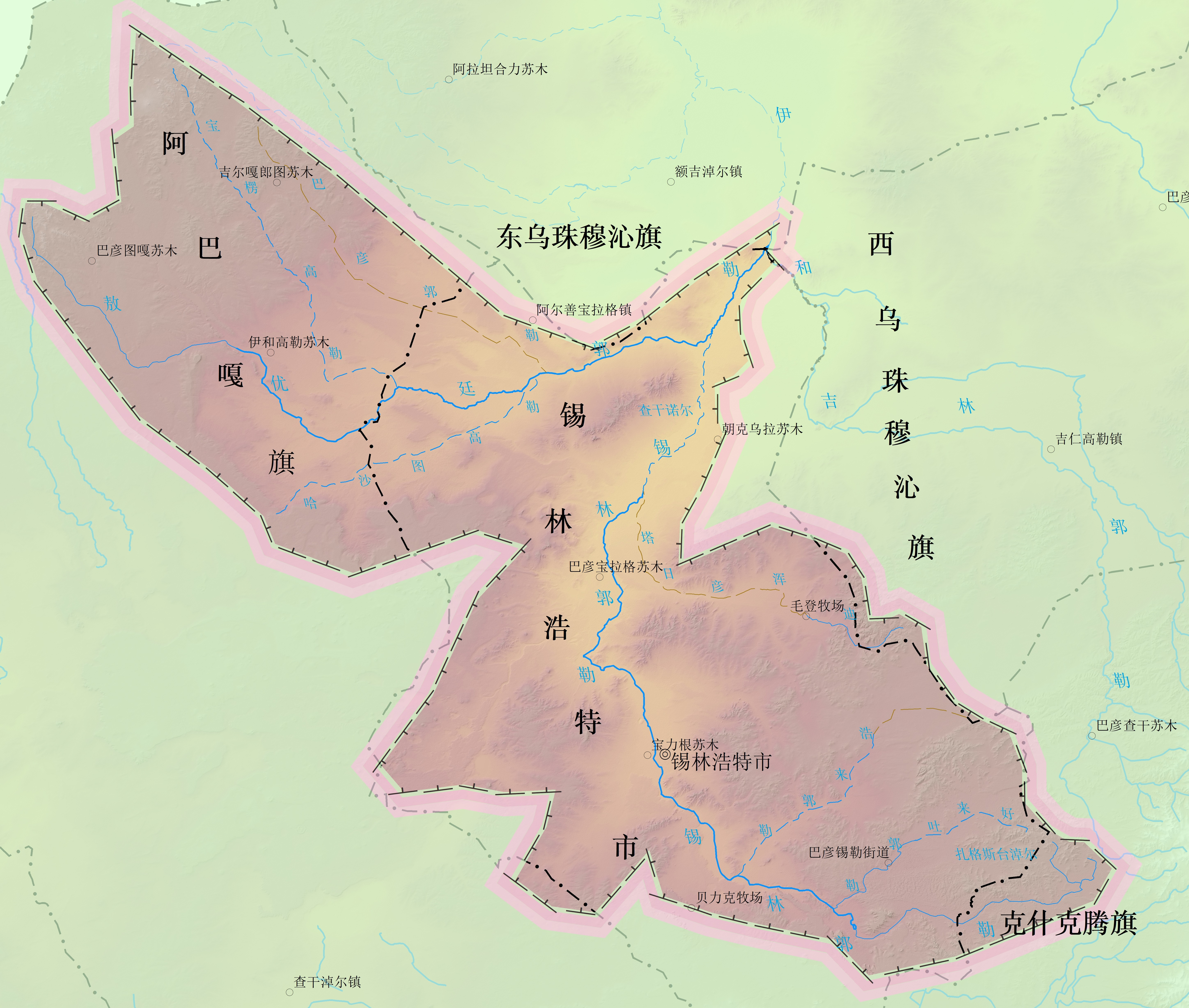
敖优廷郭勒和锡林郭勒河流域示意图

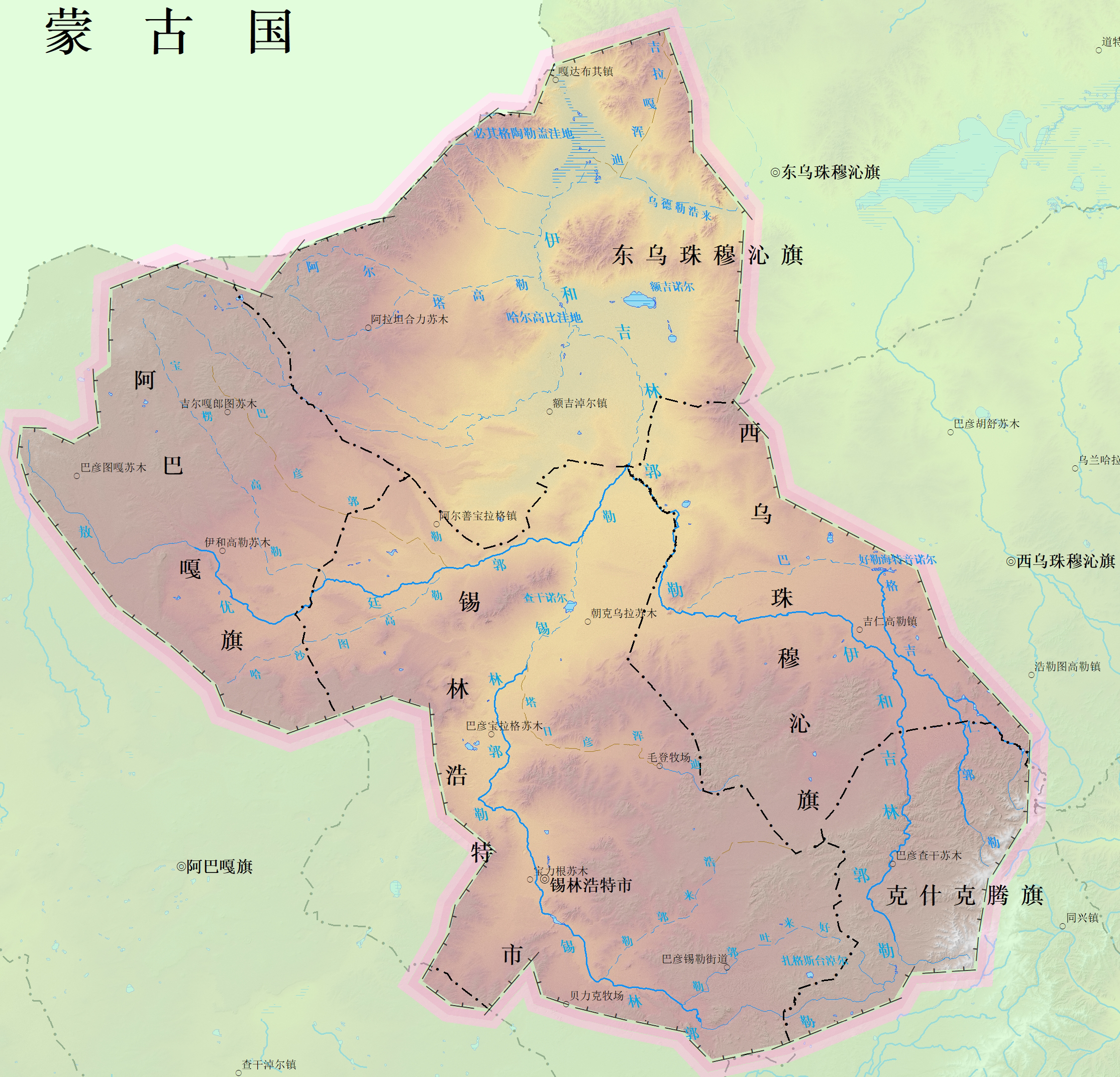
必其格陶勒盖洼地水系伊和吉林郭勒流域示意图，包括了锡林郭勒河、敖优廷郭勒水系。

敖优廷郭勒，也作乌优特音高勒、乌优图高勒，位于中华人民共和国内蒙古自治区东部的一条内陆河，是伊和吉林郭勒左岸支流。发源于锡林郭勒盟阿巴嘎旗北部巴彦图嘎苏木巴彦图嘎嘎查西北毛敦呼图嘎西山，向东南流经伊和高勒苏木额尔敦乌拉嘎查、吉呼朗图嘎查（伊和高勒苏木政府驻地）等地，于宝特根浩来以东约7千米处转东北流，宝楞高勒于伊和高勒苏木呼木勒图（和默勒图）以南汇入，经锡林浩特市阿尔善宝拉格镇斯日古楞嘎查，哈沙图高勒于新满都拉嘎查东北汇入，巴彦郭勒于乌优特呼都格以西汇入，锡林郭勒河于朝克乌拉苏木乌优特嘎查以西汇入，最后于朝克乌拉苏木浩雅洪格尔社区东北、哈丹呼舒（山）西南汇入伊和吉林郭勒。河长232.3千米，流域面积7147.33平方千米，河道平均比降为1.60‰。敖优廷郭勒河谷开阔，河槽浅宽，水量小，河道迂回曲折，两岸广为沼泽湿地及小湖泊。